# Hidroglóbusz

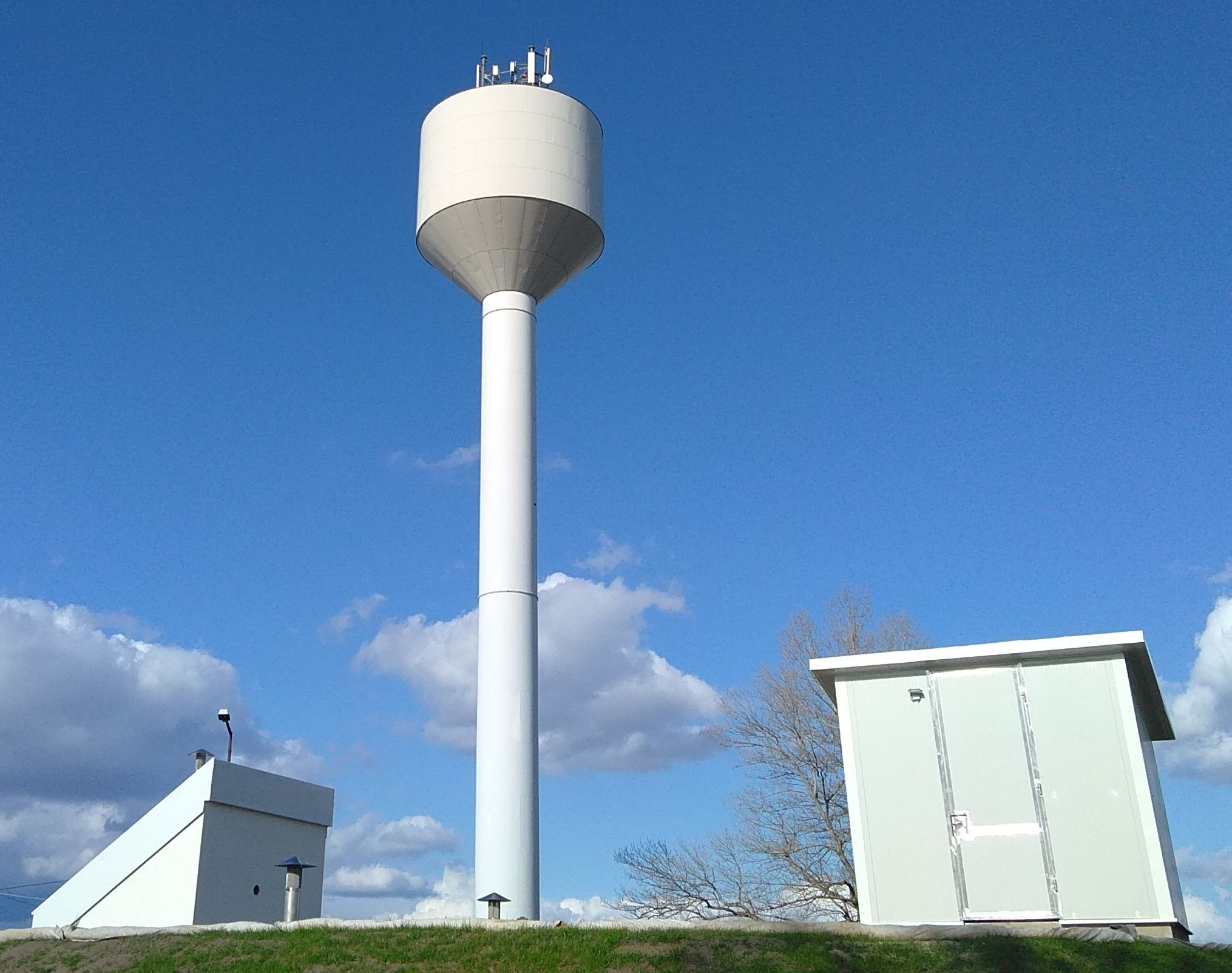
Az 1970-es években felállított hidrohenger Csömörön

A hidroglóbusz fémből készült víztorony többnyire gömb alakú tartállyal. 50-500 m³ űrtartalmú, oszlopának magassága 15-40 m, amelynek hengeres alátámasztó törzsét rendszerint több acélsodronnyal a talajhoz rögzítik. Feladata a víztoronyéval azonos, attól csak kivitelében és méretében tér el (a hidroglóbusz a kisebb).
Általában mezőgazdasági üzem vagy kisebb település vízszükségleteit elégíti ki.

## Képgaléria
Egy hidroglóbusz felállításának fázisai:

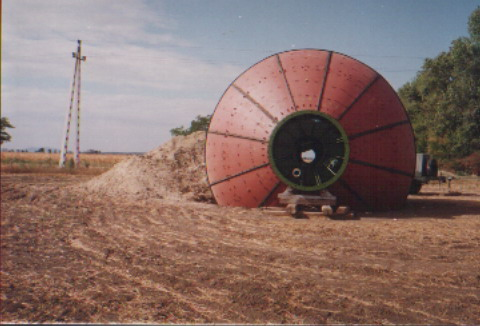
Ezt állítják fel
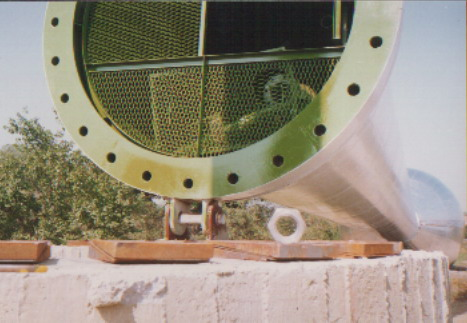
A szűrőrács
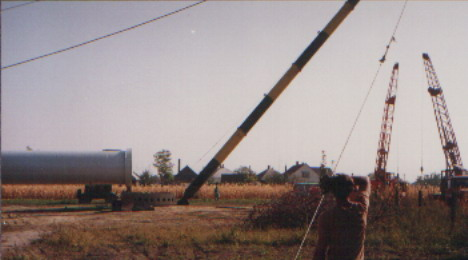
Az ellensúly
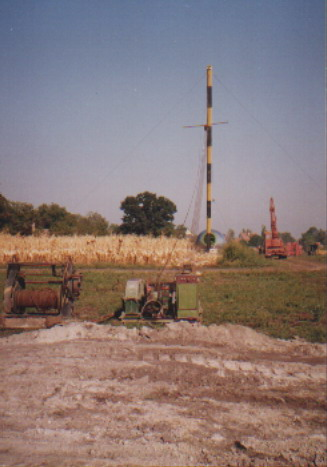
Indul a motor
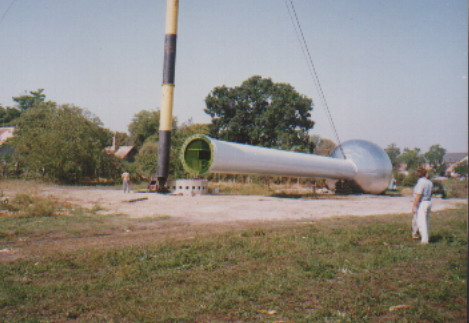
Az emelési fázis
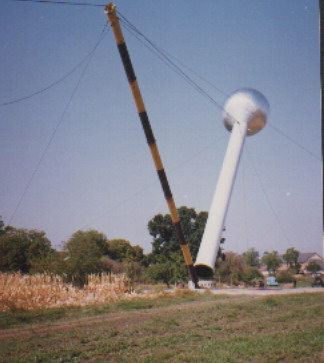
Emelkedik
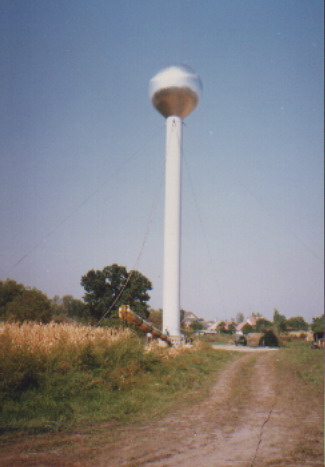
Áll a torony

## Külső hivatkozások
- Acélszerkezetű víztornyok típusai